# 藤村同學的學生會
《藤村同學的學生會》是由日本漫畫家敷誠一創作的網路漫畫作品。主要刊在於「GAN GAN ONLINE」（史克威爾艾尼克斯所屬）此網路漫畫網頁，本作品於2008年12月舉辦的「讀切漫畫嘉年華～冬之陣～」裡獲得讀者票選第1名，並於2009年3月26日開始進行連載（每個月的第2、第4週的星期四更新最新回）。

## 故事簡介
因於校內打架滋事而被孤立的不良高中生─藤村於翹課的途中在街上被同校的班長宇佐美惠理子叫住。惠理子希望藤村能回到學校上課，並以藤村所飼養的貓─月光的乳頭用麥克筆塗黑作為威脅，使得藤村不得不去上學。
回到學校的藤村，遇上了一推個性鮮明的同學們，他們的無俚頭舉動，讓藤村吐嘈連連，而此時的學生會，幫藤村舉辦了女友募集大會，三個自願當藤村女朋友的女主角們，讓藤村享受不一樣的學校生活……

## 登場角色
藤村
男主角，2年F班，處女座，名不詳（劇中其姊稱呼為小晴「ハル」），是位金髮愛打架的不良高中生。剛入學時遇到多位學長欺負女學生而見義勇為，將所遇到的學長全部打到送醫，此事件傳開後其他的學生都故意遠離他因而不再上學。然而某日在街上遇到宇佐美惠理子後，惠理子以月光作為要脅，並稱要成為藤村的好朋友，於是藤村就此重新回到學校。
藤村是本作裡唯一具有常識的人，擔任對所有人的無俚頭行為吐嘈的角色。家裡養了一隻名叫月光的貓。
宇佐美 惠理子
女主角，2年A班的班長，水瓶座，有頭別著小花髮飾的藍色短髮。雖然總是面無表情，不常開口，但是一旦講話就會說出許多意義不明的言語。有妄想癖好，鼻血會因此流出。自稱「惠理（えり）」，喜歡的食物是大豆。附帶一提她是左撇子。
雖然一開始的因為老師拜託她帶藤村回學校是相遇的契機，然而其實從前在街上遇見藤村幫女學生解圍，因此喜歡上藤村（的乳頭），她在學生會的會議上提出幫藤村找女朋友的提案獲得採用，實際上是為了讓自己與藤村成為學校公認的一對情侶的計畫。
占部 紫鶴
學生會長，3年B班，特徵是粉紅色的馬尾與三角形的眉毛，說話常用古老的語言，雖然身為學生會長，但實際上是位迷糊的冒失娘，在學生會會議中同意「幫藤村找女友」計畫執行。故事前段落入副會長冰室昌良的地洞中，爬出時遇到藤村因而到藤村的家裡洗澡，自此發生一連串的事件誤會藤村喜歡自己而喜歡上藤村，成為藤村女友的候選人之一。
紫鶴不只是個廢柴，更常因其路癡性格產生迷路事件，總是要靠冰室放在其制服中的發信器找回。很害怕幽靈。
弓塚 昴
校園偶像，1年C班，留著一頭綁著緞帶的褐色長髮，兩手都戴上手鐲。有著可愛的臉蛋及漂亮的身材，在男學生間具有龐大的人氣。個性淑女又溫柔。
實際上在國中時代也是個不良少女，但是卻在一次的事件中敗給了藤村，為了追隨藤村而洗心革面，稱呼藤村為「葛格（實際上意思是要叫大哥）。改變形象後進入與藤村相同的高中後，與藤村相遇後成為藤村女友的候選人之一。雖然平時溫柔婉約，但開始吃醋時會變臉。
乾‧克勞蒂亞‧千位子
2年F班的女生班長，留著一頭金色的長直髮，身材很好的巨乳，是位在國外出生的歸國子女。因為學到一些怪怪的日語，所以說話常常不得體，主要以大阪腔進行會話，但又會參雜莫名其妙的英文單字。擁有怪力，喜歡空手道，可以一拳打倒藤村。
2年F班的男生班長
與千位子共同擔任2年F班班長的男學生，不知為何總是穿著西洋風的盔甲，因而被藤村稱為「頭盔」。尚未被設定本名，在「GAN GAN ONLINE」上的角色介紹中寫著「徵求帥氣的名字」。基本上擔任搞笑的角色，多半與千位子一同行動。在番外篇中似乎有多位女性的追求者，情人節巧克力還收過108個。
冰室 昌良
學生會副會長兼3年B班的女生班長，藏青色的頭髮並帶著一副紅框眼鏡，遇到不爽的人就會按下開關使其掉入洞穴之中。對待學生會長紫鶴相當的嚴格，卻又不時照顧著她。個性冷酷，行為殘忍，又喜歡看好戲，生氣起來相當恐怖。年紀只有14歲，老家是由雙親經營的旅館。
千影
惠理子的朋友，很喜歡惠理子，自稱「千千（ちか）」。跟惠理子一樣別著小花髮飾，黑色長直髮，有根明顯的呆毛。偷偷跟著藤村一群人跑去海邊玩，穿著大豆布偶裝偷走藤村的背包，但後來誤中冰室房間的陷阱被捕，藤村的行李因此變得稀巴爛。因為很喜歡惠理子，所以千方百計想拆散藤村與惠理子，但總是宣告失敗。
藤村 亞貴
藤村的姊姊，在遊戲公司上班，擁有黑長直的頭髮及巨乳，還有撮小小的呆毛。喜歡的拳是FPMP(Flash Piston Much Punch)，討厭的事是不純的異性交往。中學時曾因一己之私創立了不良少年集團「降滅樽邪氣徒」（第七代頭目為弓塚昴），人稱「割麥機亞貴大人」、「流浪兒亞貴三郎」、「邪神亞貴」、「無敵殺法」、「萬人迷☆亞貴醬」。

## 單行本
| 卷數 | SQUARE ENIX    | SQUARE ENIX            | 東立出版社     | 東立出版社             | 封面                            |
| 卷數 | 發售日期       | ISBN                   | 發售日期       | ISBN                   | 封面                            |
| ---- | -------------- | ---------------------- | -------------- | ---------------------- | ------------------------------- |
| 1    | 2010年2月22日  | ISBN 978-4-7575-2804-8 | 2012年7月30日  | ISBN 978-9-8610-9896-8 | 宇佐美惠理子                    |
| 2    | 2010年3月20日  | ISBN 978-4-7575-2823-9 | 2012年9月6日   | ISBN 978-9-8610-9897-5 | 占部紫鶴                        |
| 3    | 2010年11月22日 | ISBN 978-4-7575-3061-4 | 2012年10月12日 | ISBN 978-9-8610-9898-2 | 弓塚 昴                         |
| 4    | 2011年6月22日  | ISBN 978-4-7575-3259-5 | 2012年11月14日 | ISBN 978-9-8610-9899-9 | 乾‧克勞蒂亞‧千位子              |
| 5    | 2012年2月22日  | ISBN 978-4-7575-3506-0 | 2012年12月17日 | ISBN 978-9-8610-9900-2 | 冰室昌良                        |
| 6    | 2012年8月22日  | ISBN 978-4-7575-3693-7 | 2013年1月21日  | ISBN 978-986-317-857-6 | 宇佐美惠理子、占部紫鶴、弓塚 昴 |
| 7    | 2013年2月22日  | ISBN 978-4-7575-3893-1 | 2014年1月9日   | ISBN 978-986-337-370-4 | 宇佐美惠理子                    |
| 8    | 2013年9月21日  | ISBN 978-4-7575-4062-0 | 2014年9月18日  | ISBN 978-986-337-371-1 |                                 |

## 外部連結
- 藤村同學的學生會 - 漫画 - GAN GAN ONLINE -SQUARE ENIX-（日語）